# 林堡
林堡（法語：Limbourg，法語發音：[lɛ̃buʁ] ⓘ，荷蘭語發音：[ˈlɪmbʏrx] ⓘ，德語發音：[ˈlɪmˌbʊʁk] ⓘ）是比利时瓦隆大区列日省韋爾維耶區的一座城市，通行法语，是比利时法语社群的一部分，人口5,939人（2018年1月1日）。
林堡是历史上林堡公國的首府，也是该公国的名称来源，但其今天并不属于比利时林堡省或荷兰林堡省。